# University of Hong Kong

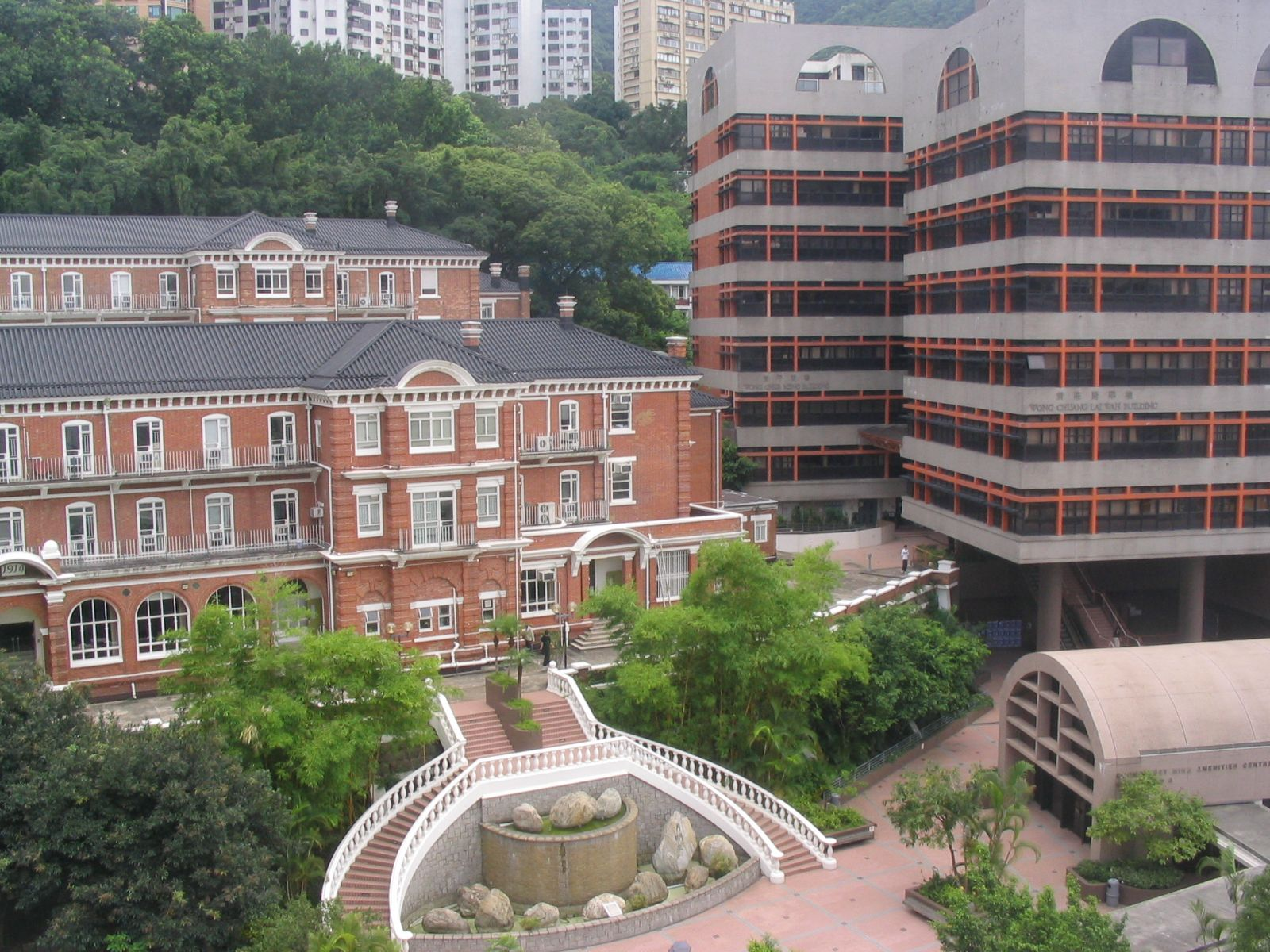
The University of Hong Kong (Eliot Hall & Meng Wah Complex)

The University of Hong Kong (HKU, kinesiska: 香港大學) är det äldsta och mest prestigefulla universitetet i Hongkong, grundat 1910, bland annat på initiativ av Hongkongs guvernör Frederick Lugard.
År 2013 gick där drygt 23 000 studenter. HKU har under många år klassats som ett av de bästa universiteten i världen. Till exempel, Universitetet placerade sig på 26:e plats 2023 i QS Universitetsvärldsrankning över världens bästa universitet samt 4:e plats bland asiatiska universitet och Times Higher Education World University Rankings (2023) placerar HKU bland de 31 bästa universiteten i världen.
Undervisningen på HKU sker på engelska.